# Christopher Wreford-Brown
Christopher Wreford-Brown (1945 - ) é um militar britânico da Armada da Inglaterra.
Era o comandante do submarino nuclear HMS Conqueror (S-48), que foi o responsavel pelo torpedeamento e afundamento do Cruzador General Belgrano, durante a Guerra das Malvinas.